# 澤赫拉·居內什
澤赫拉·居內什（土耳其語：Zehra Güneş，1999年7月7日—），土耳其女子排球運動員，司職中間手。現時效力於土超豪門球隊瓦基弗銀行女排俱樂部。
居內什在2018年開始成為土耳其國家女子排球隊一員。她代表土耳其在出戰2018年世界女排聯賽奪得銀牌。

## 獎項

### 俱樂部
- 2017年世界女排俱樂部錦標賽： - 金牌（瓦基弗銀行女排俱樂部）
- 2017年土耳其冠軍杯： - 金牌（瓦基弗銀行女排俱樂部）
- 2017年土耳其杯： - 金牌（瓦基弗銀行女排俱樂部）
- 2017–18赛季土耳其女排超級聯賽： - 金牌（瓦基弗銀行女排俱樂部）
- 2017–18赛季歐洲女排聯賽冠軍盃： - 金牌（瓦基弗銀行女排俱樂部）
- 2017年土耳其冠軍杯： - 銀牌（瓦基弗銀行女排俱樂部）
- 2018年世界女排俱樂部錦標賽： - 金牌（瓦基弗銀行女排俱樂部）
- 2018-19赛季土耳其女排超級聯賽： - 金牌（瓦基弗銀行女排俱樂部）
- 2019年世界女排俱樂部錦標賽： - 铜牌（瓦基弗銀行女排俱樂部）及最佳副攻奖

### 國家隊
- 2018年世界女排聯賽： - 銀牌
- 2019年歐洲女子排球錦標賽： - 銀牌
- 2023年世界女排聯賽： - 金牌